# Jesús Hernández Martínez
Jesús Hernández Martínez (14 de octubre de 1966, Barcelona) es un historiador, periodista y escritor español, licenciado en Historia Contemporánea y en Ciencias de la Información, y autor de algunos best-sellers españoles, dedicados sobre todo a la Segunda Guerra Mundial, como por ejemplo Las cien mejores anécdotas de la Segunda Guerra Mundial (2003) o Norte contra Sur (2008).

## Biografía
Licenciado en 1989 en Geografía e Historia (especializado en Historia Contemporánea) por la Universidad de Barcelona, dónde 3 años más tarde, 1991, también se licenció en Ciencias de la Información (especialidad en Prensa escrita). Entre otros trabajos, ha sido redactor del diario deportivo El Mundo Deportivo entre 1990 y 1994.
Es asesor editorial del sello Tempus, editorial Roca, además de colaborador habitual de la revista Muy Interesante.
Colaborador habitual de la revista La Aventura de la Historia.

### Estudio sobre la Segunda Guerra Mundial (MSN)
Jesús Hernández siempre gustó de recopilar información sobre la Segunda Guerra Mundial; así, alrededor del año 2000, fundó (con el seudónimo de Luis Alonso) el grupo MSN Estudio de la Segunda Guerra Mundial, que a posteriori serviría de fuente para algunos de sus futuros trabajos. La comunidad de este grupo de aficionados a la Segunda Guerra Mundial siempre ha apoyado a Jesús en sus publicaciones y recogida de información.

## Obra

### Las cien mejores anécdotas de la Segunda Guerra Mundial
El escritor, anunció su primer libro en un mensaje en el panel del grupo de MSN Estudio de la Segunda Guerra Mundial, del cual era administrador y fundador, allá por septiembre de 2002, y que en un principio llamó: Anécdotas y curiosidades de la Segunda Guerra Mundial e iba a ser publicado por la editorial Bmmc.
Según sus propias palabras: «[...]un total de 24 editoriales rechazaron el original, hasta que yo mismo me lo publiqué en una imprenta y lo fui colocando por las librerías.», la publicación del libro tuvo cierta dificultad. No obstante, el libro fue, en principio, comprado por gran parte de los integrantes del grupo MSN hasta que el editor de Inédita, Miquel Salarich, lo vio en una librería y se puso en contacto con Jesús para editárselo.
El libro describe, con el habitual estilo periodístico a la vez que jocoso de Jesús, las anécdotas más asombrosas de la Segunda Guerra Mundial, algunas de las cuales son ya bastante conocidas, como por ejemplo: la famosa historia del artillero aliado que se cayó de su aparato a más de 10000 pies (3000 m) de altura y solo se rompió una pierna.
Para noviembre de 2008, con cinco ediciones en tapa dura y tres de bolsillo, se habían vendido alrededor de 25.000 ejemplares y representa, por lo tanto, el primer best-seller del autor.

### Operación Valkiria
Operación Valkiria, intenta narrar desde un punto de vista periodístico, aunque sin pretender perder el carácter de suspense de la historia; la trama del intento de asesinato de Hitler y parte de la vida de Stauffenberg.
Publicado en agosto de 2008, Operación Valikiria, según varias fuentes, apunta maneras para volver a ser otro best-seller; actualmente ha sido adaptado a decenas de idiomas y fue traducido al inglés, puesto que resultó ser un éxito en la Feria del libro de Pekín, en China.

### Bestias nazis. Los verdugos de las SS
La obra retrata a cinco personajes que tuvieron influencia sobre miles de personas internadas en los campos de exterminio o en las zonas ocupadas por el Tercer Reich. En el texto, se analiza a Amon Göth, el "Verdugo de Plaszow" que convirtió el campo de concentración donde era comandante en su propia barraca de tiro con rifle. Ilse Koch, la denominada "Zorra de Buchenwald", esposa del comandante Karl Koch. Estableció un reino de terror entre los prisioneros, provocando arbitrariamente la muerte a muchos de ellos. Dentro del capítulo dedicado a la Ilse Koch se incluye a un personaje casi desconocido: Martin Sommer, psicópata y asesino con libertad por parte de la dirección del campo para realizar cualquier tipo de experimento con los prisioneros. Terrorífico personaje secundario del que el autor hace un escalofriante semblante. Oskar Dirlewanger, el " Verdugo de Varsovia", sanguinario líder de un cuerpo de las SS formado por delincuentes de todo tipo que se dedicaron a saquear, asesinar y violar, allá por donde se hallaran. Uno de los autores de la "Masacre de Wola" en Varsovia, donde fue responsable de miles de vidas ejecutadas. Irma Grese, llamada la "Bella Bestia", asesina y seductora amante, inspiradora de las películas eróticas de los años setenta de estética nazi. Fue una supervisora de prisioneros denominada la "Perra de Belsen" por su crueldad y sadismo. En el capítulo final, se exponen las monstruosidades cometidas por el médico más conocido del Tercer Reich: Josef Mengele, el "Ángel de la Muerte". Los variados y terribles experimentos realizados por este asesino en Auschwitz nunca fueron penados. La sinuosa vida de Mengele le llevó a vivir en varios países de Sudamérica, huyendo de los cazadores de nazis durante decenas de años.
El autor declara en entrevista concedida al periódico ABC, que para la realización de este libro ha utilizado prácticamente todo el material conocido sobre estos personajes.

### Eso no estaba en mi libro de la Segunda Guerra Mundial
En palabras de su autor, «el libro va más allá de la anécdota. Son capítulos que realmente no se suelen encontrar en las obras dedicadas a Segunda Guerra Mundial, y que seguro que van a sorprender».

### Listado de trabajos
- Las cien mejores anécdotas de la Segunda Guerra Mundial (Inédita, 2004).
- Hechos insólitos de la Segunda Guerra Mundial (Inédita, 2005).
- ¡Es la guerra! Las mejores anécdotas de la historia militar (Puzzle, 2005; Inédita, 2007).
- Enigmas y misterios de la Segunda Guerra Mundial (Nowtilus, 2006). Tercera edición, 2009.
- Breve historia de la Segunda Guerra Mundial (Nowtilus, 2006). Tercera edición, 2009.
- Historias asombrosas de la Segunda Guerra Mundial (Nowtilus, 2007).
- Todo lo que debe saber sobre la Primera Guerra Mundial (Nowtilus, 2007).
- Norte contra Sur. Historia total de la Guerra de Secesión (Inédita, 2008).
- Operación Valkiria (Nowtilus, 2008).
- 100 historias secretas de la Segunda Guerra Mundial (Tempus, 2008).
- Todo lo que debe saber sobre la Segunda Guerra Mundial (Nowtilus, 2009).
- Las 50 grandes masacres de la historia (Tempus, 2009).
- El Reich de los mil años (La Esfera de los Libros, 2010).
- El desastre del Hindenburg (Tempus, 2010).
- Operaciones secretas de la Segunda Guerra Mundial (Nowtilus, 2011).
- Breve historia de Hitler (Nowtilus, 2012).
- Desafiando a Hitler (Tombooktu, 2012).
- Bestias nazis. Los verdugos de las SS (Melusina, 2013)
- Tajné operace 2. světové války (Brána, 2013; edición en lengua checa de Operaciones secretas de la Segunda Guerra Mundial).
- Los magos de Hitler (Melusina, 2014).
- Pequeñas grandes historias de la Segunda Guerra Mundial (Temas de Hoy, 2015).
- Japón ganó la guerra (Melusina, 2016).
- Eso no estaba en mi libro de la Segunda Guerra Mundial (Almuzara, 2018).
- Grandes Atrocidades de la Segunda Guerra Mundial (Almuzara, 2018).
- Eso no estaba en mi libro del Tercer Reich (Almuzara, 2019).
- Los héroes de Hitler (Almuzara, 2020).
- Eso no estaba en mi libro de Hitler (Almuzara, 2024).